# Butyriboletus
Butyriboletus D. Arora & J.L. Frank (masłoborowik) – rodzaj grzybów z rodziny borowikowatych (Boletaceae).

## Charakterystyka
Grzyby kapeluszowe z grupy boletoid fungi charakteryzujące się czerwonymi lub brązowymi kapeluszami, żółtymi porami i trzonami, które u wielu gatunków stają się niebieskie po przecięciu lub stłuczeniu. Ich miąższ zazwyczaj ma łagodny smak. Ponadto Butyriboletus ma oliwkowo-brązowe, wrzecionowate zarodniki.
Są to grzyby ektomykoryzowe występujące w Azji, Europie, Ameryce Północnej i Afryce Północnej.

## Systematyka i nazewnictwo
Pozycja w klasyfikacji według Index Fungorum: Butyriboletus, Boletaceae, Boletales, Agaricomycetidae, Agaricomycetes, Agaricomycotina, Basidiomycota, Fungi.
Jest to nowo utworzony rodzaj. W wyniku prowadzonych w ostatnich latach badań filogenetycznych w obrębie rodzaju Boletus nastąpiły znaczne przetasowania w jego systematyce. Rodzaj Butyriboletus powstał przez wyłączenie niektórych gatunków z rodzaju Boletus. Niektóre z zaliczanych do niego gatunków to nowo utworzone gatunki, lub odmiany podniesione do rangi gatunku. W 2021 Komisja ds. Polskiego Nazewnictwa Grzybów Polskiego Towarzystwa Mykologicznego zarekomendowała używanie nazwy „masłoborowik”.

### Gatunki
- Butyriboletus abieticola (Thiers) D. Arora & J.L. Frank 2014
- Butyriboletus appendiculatus (Schaeff.) D. Arora & J.L. Frank 2014 – masłoborowik żółtobrązowy
- Butyriboletus autumniregius D. Arora & J.L. Frank 2014
- Butyriboletus brunneus (Peck) D. Arora & J.L. Frank 2014
- Butyriboletus cepaeodoratus (Taneyama & Har. Takah.) Vizzini & Gelardi 2014
- Butyriboletus fechtneri (Velen.) D. Arora & J.L. Frank 2014 – masłoborowik blednący
- Butyriboletus fuscoroseus (Smotl.) Vizzini & Gelardi 2014
- Butyriboletus persolidus D. Arora & J.L. Frank 2014
- Butyriboletus primiregius D. Arora & J.L. Frank 2014
- Butyriboletus pseudoregius (Heinr. Huber) D. Arora & J.L. Frank 2014
- Butyriboletus querciregius D. Arora & J.L. Frank 2014
- Butyriboletus regius (Krombh.) D. Arora & J.L. Frank 2014 – masłoborowik królewski
- Butyriboletus roseoflavus (M. Zang & Hai B. Li) D. Arora & J. L. Frank 2014
- Butyriboletus roseogriseus (J. Šutara, M. Graca, M. Kolarík, V. Janda & M. Kríž) Vizzini & Gelardi 2014 – masłoborowik różowoszary
- Butyriboletus sanicibus D. Arora & J.L. Frank 2014
- Butyriboletus subappendiculatus (Dermek, Lazebn. & J. Veselský) D. Arora & J.L. Frank 2014 – masłoborowik górski
- Butyriboletus ventricosus (Taneyama & Har. Takah.) Vizzini & Gelardi 2014
- Butyriboletus yicibus D. Arora & J.L. Frank 2014

Wykaz gatunków (nazwy naukowe) na podstawie Index Fungorum.